# Coulogne
Coulogne ist eine französische Gemeinde mit 5403 Einwohnern (Stand: 1. Januar 2022) im Département Pas-de-Calais in der Region Nord-Pas-de-Calais. Sie gehört zum Arrondissement Calais und zum Kanton Calais-2.

## Geographie
Die Gemeinde Coulogne ist eine banlieue unmittelbar südlich von Calais am Canal de Calais. Umgeben wird Coulogne von den Nachbargemeinden Calais im Norden, Marck im Osten, Les Attaques im Südosten, Hames-Boucres im Südwesten sowie Coquelles im Westen.

## Bevölkerungsentwicklung
| Jahr                       | 1962 | 1968 | 1975 | 1982 | 1990 | 1999 | 2006 | 2014 | 2022 |
| -------------------------- | ---- | ---- | ---- | ---- | ---- | ---- | ---- | ---- | ---- |
| Einwohner                  | 3898 | 4783 | 5194 | 5347 | 5809 | 5789 | 5940 | 5414 | 5403 |
| Quellen: Cassini und INSEE |      |      |      |      |      |      |      |      |      |

## Kultur und Sehenswürdigkeiten

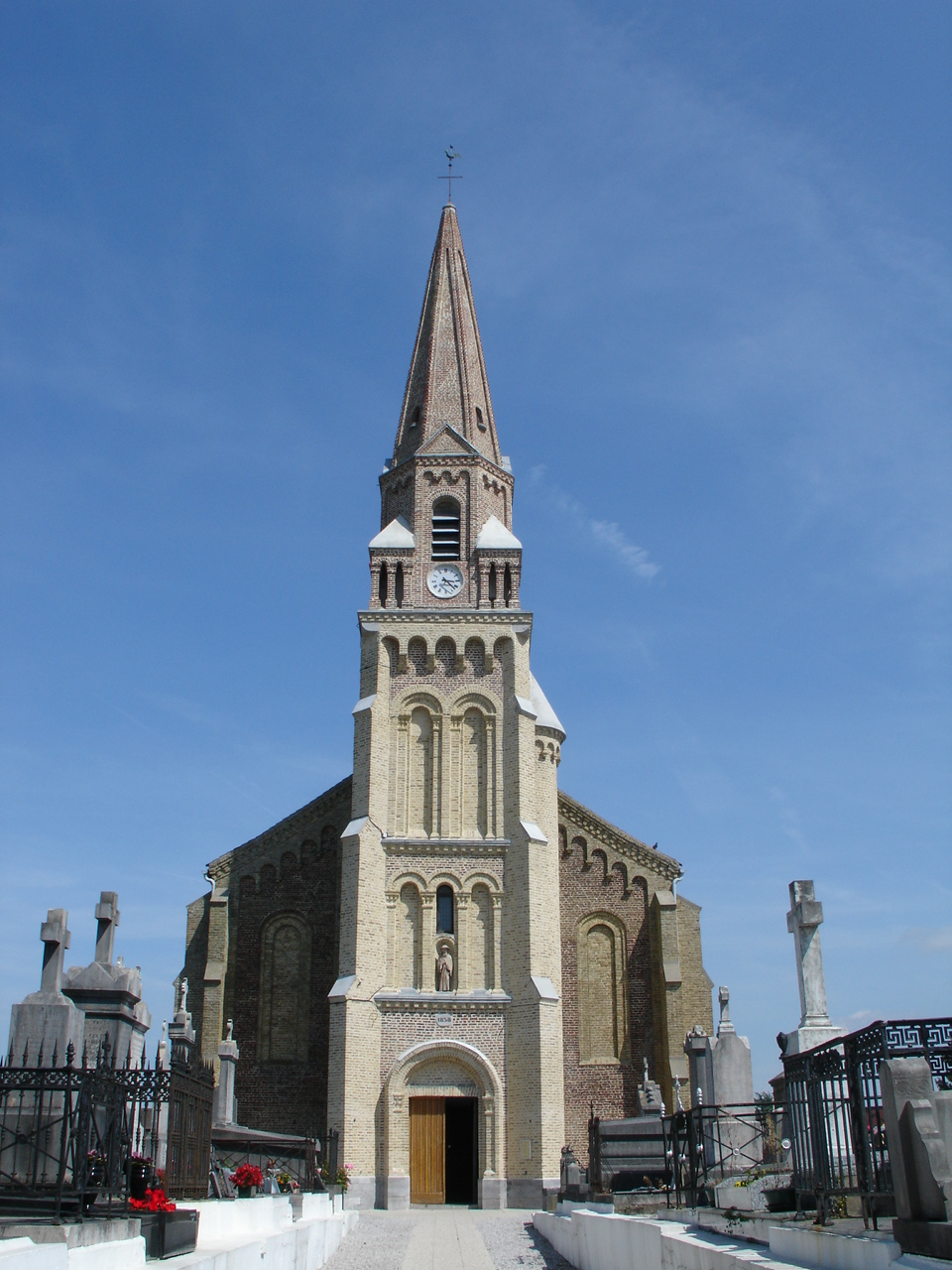
Kirche Saint-Jacques
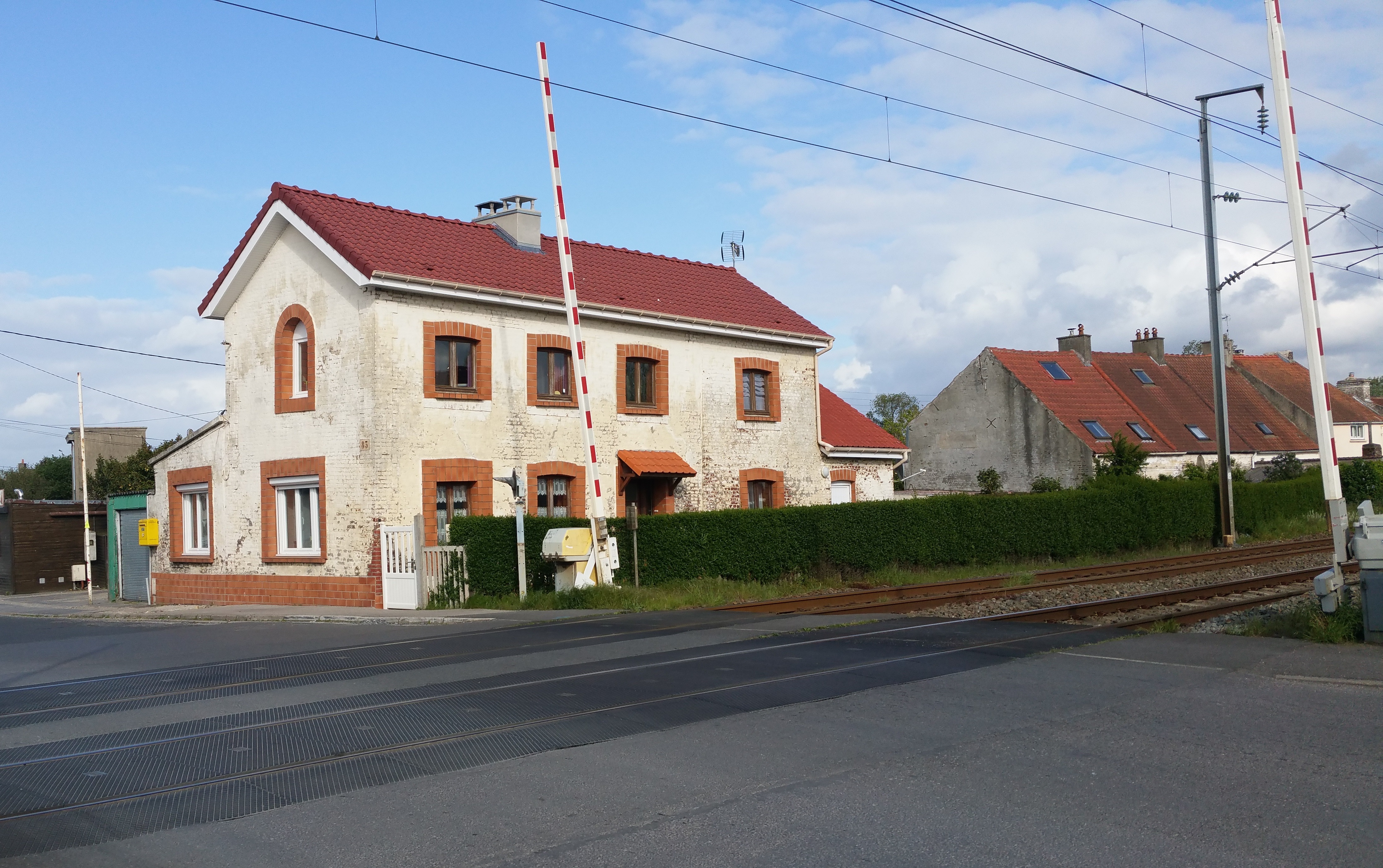
Ehemaliger Bahnhof

- Ruinen des alten, 1560 zerstörten Châteaus
- Siel aus dem 18. Jahrhundert

- Kirche Saint-Jacques
- Ehemaliger Bahnhof